# Restio wallichii
Restio wallichii är en gräsväxtart som beskrevs av Maxwell Tylden Masters. Restio wallichii ingår i släktet Restio och familjen Restionaceae. Inga underarter finns listade i Catalogue of Life.